# Madison Rayne
Ashley Nichole Lomberger z domu Simmons (ur. 5 lutego 1986 w Columbus) – amerykańska wrestlerka. W 2022 rozpoczęła współpracę z All Elite Wrestling (AEW), gdzie nosi pseudonim ringowy Madison Rayne. W latach 2009–2017, 2018 i 2019-2022 pracowała w federacji Impact Wrestling (dawniej Total Nonstop Action Wrestling). W latach 2017–2019 związana była z Ring of Honor. W 2018 wzięła udział, pod pseudonimem Ashley Rayne, w drugiej edycji turnieju Mae Young Classic organizowanego przez WWE.
Karierę zawodniczą rozpoczęła w 2005. Występowała w Ohio Championship Wrestling (OCW), Shimmer Women Athletes, Wrestlicious oraz innych federacjach sceny niezależnej pod pseudonimami ringowymi Lexi Lane, Ashley Lane i Amber Lively. W tym czasie zdobyła jako pierwsza, a zarazem dwukrotnie, OCW Women’s Championship, ponadto wspólnie z Nevaeh były inauguracyjnymi Shimmer Tag Team Championkami.
Jest pięciokrotną TNA Knockouts Championką oraz trzykrotną TNA Knockouts Tag Team Championką, posiadając mistrzostwo najpierw na zasadzie Freebird Rule z Velvet Sky i Lacey Von Erich (wszystkie trzy tworzyły stajnię The Beautiful People), Gail Kim oraz Tenille Dashwood. Rayne, jako pierwsza zawodniczka TNA, dzierżyła oba żeńskie tytuły jednocześnie. Ponadto na przełomie 2016 i 2017 pełniła w organizacji rolę komentatorki walk z udziałem kobiet i członkini tzw. creative teamu, czyli osób układających scenariusze poszczególnych odcinków.

## Dzieciństwo i młodość
Ashley Nichole Simmons urodziła się 5 lutego 1986 w Columbus, ale wychowywała się w West Lafayette z dwoma starszymi braćmi. Uczęszczała do miejscowej szkoły średniej, Ridgewood High School. Brała aktywny udział w jej życiu – była cheerleaderką i członkinią drużyny lekkoatletycznej, grała w kółku teatralnym, jak również została wybrana Homecoming Queen.
Ukończywszy Ridgewood High School, wstąpiła na studia radiologiczne, dzieląc czas między naukę a występy wrestlingowe. Wkrótce postanowiła zrezygnować ze studiów i poświęcić się całkowicie zapasom zawodowym. Jej średnia ocen przed opuszczeniem radiologii wynosiła 4.00.
Oprócz wrestlingu drugim zainteresowaniem Simmons był fitness. Zaczęła trenować do konkursów, lecz nie zakwalifikowała się do żadnego z nich.

## Kariera wrestlerki

### Trening
Simmons pasjonowała się wrestlingiem od najmłodszych lat, ale treningi w Ohio Championship Wrestling rozpoczęła dopiero po ukończeniu liceum, zapoznawszy się z reklamą organizacji. Własne umiejętności rozwijała pod kierunkiem Jeffa Cannona, właściciela federacji. Przyjęła pseudonim ringowy Lexi Lane. W październiku 2006 wzięła udział w piątej odsłonie World Xtreme Wrestling’s Elite 8 Tournament, przegrywając z Faith w pierwszej rundzie zawodów.

### Ohio Championship Wrestling (2005–2011)
13 marca 2005 Lexi Lane zadebiutowała w OCW, gdy wspólnie z Jeffem Cannonem przegrali w mieszanym Tag Team matchu z Cruz Sangrią i Jayme Braxton. Pierwszy singlowy pojedynek stoczyła 9 kwietnia, w budynku swojej dawnej szkoły średniej, pokonując Braxton. Sędzią specjalną spotkania była Ivory, dawna zawodniczka WWE. 18 czerwca odniosła zwycięstwo nad Brianem Briggsem w Intergender matchu. 10 i 16 lipca poniosła dwie porażki z Jayme Braxton. 13 sierpnia Lane i Scotty Sabre wzięli udział w zwycięskiej walce przeciwko Braxton i Mattowi Masonowi. Trzy miesiące później poniosła porażkę z Haily Hatred, ale w styczniu 2006 zrewanżowała się swojej rywalce. 11 lutego Lane pobiła Shantelle Taylor. 11 marca brała udział w Five Way matchu o OCW Cruiserweight Championship przeciwko czterem zawodnikom: Shark Boyowi, Vicowi Montanie, Brinstone’owi i The Unknownowi, ale nie odniosła sukcesu. W maju na gali OCW Overcoming The Odds uległa Heather Owens, za to dzień po tym pojedynku wzięła rewanż na rywalce. Cztery miesiące później poległa w spotkaniu z Traci Brooks, a 4 listopada pokonała Nevaeh.
10 czerwca 2006 Lexi pokonała Jessickę Havok przez dyskwalifikację, co zapoczątkowało feud między obiema zawodniczkami. Miesiąc później ponownie odniosła zwycięstwo nad przeciwniczką, a ich spotkania z 7 i 8 października zakończyły się tym samym rezultatem. 11 listopada Lane i Traci Brooks zwyciężyły Havok i ODB w Tag Team matchu. 13 stycznia 2007 na gali OCW Starway to Stardom mecz obu wrestlerek nie został rozstrzygnięty.
10 marca 2007 Lane ogłoszono pierwszą OCW Women’s Championką. Tego dnia na gali OCW Ladies Night pokonała ODB w finale ośmioosobowego turnieju o nowo powstałe mistrzostwo. Utrzymała tytuł przez 259 dni, broniąc go sukcesywnie przeciwko Sassy Stephie (21 kwietnia, 5 maja) i Angel Dust (7 lipca), a 25 sierpnia odniosła nad nimi zwycięstwo w pojedynku trzyosobowym. 24 listopada straciła pas w spotkaniu z Nevaeh. W trakcie panowania walczyła również w przegranym Non Title Cathouse Brawl matchu ze Stephie oraz poniosła porażkę, łącząc siły z Nevaeh, w pojedynku przeciwko Dust i Sassy. 16 lutego 2008 uległy Hellen Heavenly i Stephie. 22 marca na gali OCW Ladies Night 2 odbyła dwa pojedynki, wpierw odpadając z półfinału turnieju Ladies Night, potem wygrywając z Jessicką Havok. Od tego wydarzenia używała w federacji pseudonim Ashley Lane, przybranego w Shimmer Womens Athletes.
10 maja 2008 zwyciężyła Nevaeh i odzyskała tytuł. Jej drugie panowanie trwało 357 dni. Zakończyło się 7 lutego 2009, gdy uległa Sarze Del Ray w Triple Threat matchu, którego trzecią uczestniczką była Sassy Stephie. Wcześniej broniła tytuł czterokrotnie, 7 czerwca przeciwko Haily Hatred, 14 sierpnia przeciwko Sassy, 6 września przeciwko Nevaeh, natomiast 14 października pokonała Lorelei Lee. W międzyczasie uczestniczyła w innych walkach. 8 listopada wspólnie z Joe Joe Littlem tryumfowali nad Jeffem Cannonem i Sassy Stephie, zaś 17 stycznia 2009 z Nevaeh pokonały Hatred i Stephie.
Zdobywszy pracę w TNA w styczniu 2009, Simmons pojawiała się w OCW znacznie rzadziej. 28 lutego 2009 z Nevaeh zwyciężyły Dust i Sassy. 4 kwietnia, już jako Madison Rayne, podjęła bezskuteczną próbę pokonania ostatniej z nich. 6 lutego 2010 Ashley Sixx i Rayne nie odniosły sukcesu w walce ze Stephie i The Aftermath. 18 września zwyciężyła Nevaeh, a 19 listopada 2011 w parze z Dustym Dillingerem pobili Jessie James i Maxa Fahrenheita.

### Scena niezależna (2006–2009)
Zawodniczka walczyła w latach 2006–2009 w takich federacjach jak: Mad-Pro Wrestling, Far North Wrestling, New Era Pro Wrestling, Main Event World League, Mega Championship Wrestling, Heartland Wrestling Association, Cleveland All-Pro Wrestling, Big Time Wrestling, Global Wrestling Alliance, Pro Wrestling Ohio, Insanity Pro Wrestling, American Luchacore, EGO Pro Wrestling i Victory Pro Wrestling. 22 listopada na gali Heartland Wrestling Association High Def Lane i Nevaeh zwyciężyły Hellenę Heavenly i Mary Elizabeth, zaś 19 grudnia na HWA World War III odniosły zwycięstwo nad Haily Hatred i Sassy Stephie. Stawką obu meczów było Shimmer Tag Team Championship, które znajdowało się w ich posiadaniu od 19 października 2008. Natomiast 1 listopada na Insanity Pro Wrestling Insane Intentions 2008 stoczyły zwycięskie spotkanie w obronie tytułu z Helleną Heavenly i Sassy Stephie.
W tym czasie Simmons rywalizowała lub współpracowała, m.in. z: Jessicką Havok, Mary Elizabeth, Portią Perez, Nevaeh, Heather Owens, Daizee Haze, Helleną Heavenly, Sassy Stephie, Haily Hatred oraz Johnnym Gargano.

### Shimmer Women Athletes (2007–2009, 2011, 2017–2018)

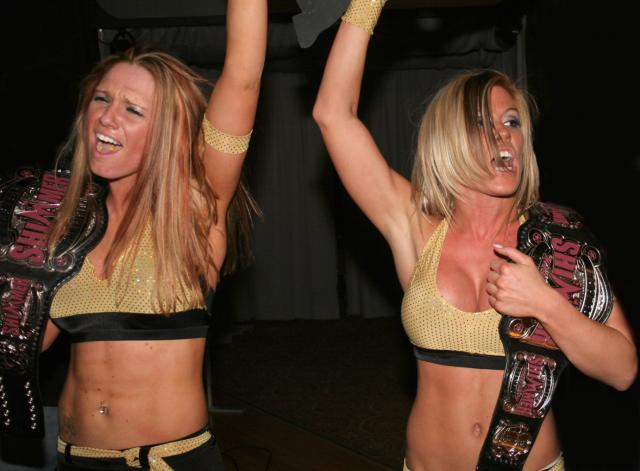
Pierwsze Shimmer Tag Team Championki, Ohio Girls (Nevaeh i Ashley Lane).

13 października 2007 zadebiutowała w Shimmer Women Athletes jako Ashley Lane, lecz inauguracyjny pojedynek zakończył się dla niej niepowodzeniem, ponieważ wspólnie z Lorelei Lee nie podołały Portii Perez i Nicole Matthews. W Volume 16 przegrała z Alexą Thatcher.
W Volume 17 Lane i Nevaeh stworzyły tag team (nadano mu nazwę Ohio Girls), ale w pierwszym meczu uległy The Experience (Lexie Fyfe i Malia Hosaka), natomiast w Volume 18 zaliczyły zwycięstwo nad The Minnesota Home Wrecking Crew (Lacey i Rain). W kolejnym epizodzie wzięła udział w dwudziestojednoosobowym Battle Royalu, wygranym przez Jettę. Tego samego wieczoru ze swoją tag team partnerką pokonały Cat Power i Veronicę Vice, ale w Volume 20 przegrały z The International Home Wrecking Crew (Lacey i Jetta). 19 października 2008 Lane i Nevaeh wygrały sześciozespołowy Gauntlet match i zostały pierwszymi Shimmer Tag Team Championkami. Ich panowanie trwało 195 dni do 3 maja 2009, gdy w Volume 26 utraciły tytuły na rzecz Canadian Ninjas (Portia Perez i Nicole Matthews). Obroniły tytuł sześciokrotnie, tryumfując nad Canadian Ninjas (Volume 22), The International Home Wrecking Crew (Jetta i Rain, Volume 23), Amazing Kong i Sarą Del Ray (Volume 25) oraz na trzech, wyżej wspomnianych, galach federacji IPW i HWA.
W 2008 wystąpiła w Ring of Honor na podstawie porozumienia zawartego między Shimmer a ROH. 19 kwietnia MsChif zwyciężyła ją, Daizee Haze i Lacey w Four Corner Survival matchu na gali ROH Return Engagement. 6 grudnia, wspierana przy ringu przez Nevaeh, poniosła porażkę w tym samym rodzaju pojedynku na ROH Southern Hostility. Tego dnia Sara Del Ray triumfowała również nad Haze i Sereną Deeb.
1 października 2011 Lane powróciła do Shimmer jako ulubienica publiczności (face). Podczas wydarzenia doszło do konfliktu między nią a dawną tag team partnerką, co zakończyło się walką, wygraną przez Nevaeh. Zwyciężczyni pogratulowała Sassy Stephie i obie w Volume 44 pokonały Lane i Mię Yim.
Na początku lipca ponownie zjawiła się w Shimmer Women Athletes, pokonując w Volume 92 Taeler Hendrix. W następnym odcinku programu przegrała z Vedą Scott, po czym w Volume 94 zrewanżowała się jej. Miesiąc później uległa Nikki Addams, która po walce została pierwszą WOW Women’s Championką. W Volume 96 stworzyła tag team z Deonną Purrazzo o nazwie Team Hottest Free Agents, pokonując The Blue Nation (Charli Evans i Jessica Troy), natomiast w Volume 98 uległy Totally Tubular Tag Team (Delilah Doom i Leva Bates). W Volume 105 została pokonana przez Dust w walce o Heart of Shimmer Championship.

### Wrestlicious (2009–2010)
W 2009 Simmons wzięła udział w pierwszym sezonie Wrestlicious (emitowanego w telewizji od marca 2010), odgrywając rolę „Cheerleaderki” Amber Lively. Zawodniczka zadebiutowała w trzecim odcinku programu Takedown, gdy wspólnie z Lacey Von Erich odniosły zwycięstwo nad Draculettą i White Magic przez dyskwalifikację. 7 kwietnia został rozegrany Hoedown Takedown battle royal, aby wyłonić dwie pretendentki do pasa Wrestlicious Championship. Lively nie zdołała awansować do finału pojedynku. W ósmym epizodzie razem z Marley pokonały The Lunch Ladies (Fran i Gert) przez dyskwalifikację.

### Scena niezależna (2010–2015)
W latach 2010–2015 występowała w: Jersey All Pro Wrestling, War And Respect, Remix Pro Wrestling, Purks International Championship Wrestling, Family Wrestling Entertainment, Northeast Wrestling, National Wrestling Superstars, European Pro Wrestling, Imperial Wrestling Revolution, MCW Pro Wrestling i Tried-N-True Pro Wrestling.
10 lipca 2010 w Purks International Championship Wrestling stoczyła zwycięskie spotkanie z Tracy Taylor w obronie pasa TNA Knockouts Championship. 24 września 2011 w Dynamite Championship Wrestling pokonała Kacee Carlisle, a tym samym została nową DCW Women’s Championką. Utraciła tytuł 28 kwietnia 2012 po 217 dniach panowania, ponieważ nie broniła mistrzostwa w wymaganym terminie. 1 lutego 2015 w European Pro Wrestling na EPW One Night Only w Rzymie Taryn Terrell zwyciężyła ją, utrzymując tytuł TNA Knockouts, zaś 2 maja w Imperial Wrestling Revolution na IWR Day of Destiny Gail Kim pokonała ją i zdobyła IWR Diamond Title.

### Total Nonstop Action Wrestling (2009–2013)

#### The Beautiful People (2009–2010)

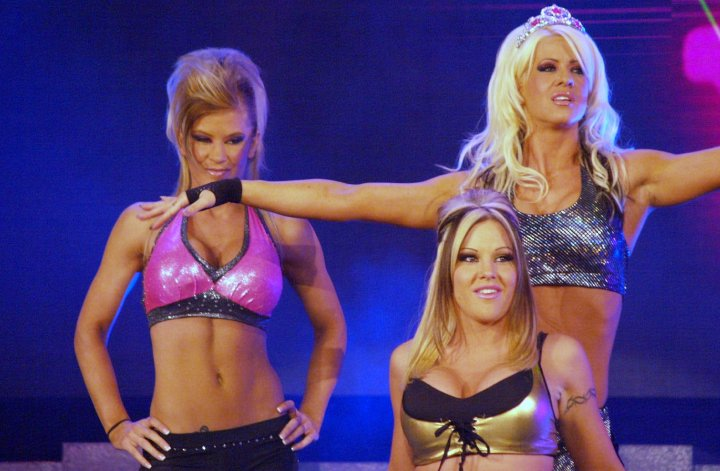
Rayne (po lewej) jako członkini The Beautiful People w 2009. W środku stoi Velvet Sky, a po prawej Agelina Love.

Simmons zadebiutowała w Total Nonstop Action Wrestling (TNA) 8 stycznia 2009 pod pseudonimem ringowym Madison Rayne, przegrywając spotkanie z ówczesną mistrzynią Knockouts – Awesome Kong. 12 lutego wzięła udział w dziesięcioosobowym Gauntlet matchu, którego stawką było uzyskanie miana pretendentki do TNA Knockouts Championship. Rayne znalazła się w finałowej dwójce starcia, ale ostatecznie została pokonana przez Sojournor Bolt. Trzy tygodnie później wraz z Taylor Wilde zawalczyła przeciwko The Beautiful People (Angelinie Love i Velvet Sky). Podczas walki przeszła heel turn – uderzyła swoją tag team partnerkę w twarz i opuściła ring. 5 marca przyczyniła się do zwycięstwa The Beautiful People nad pozostałymi drużynami w Four Way Tag Team matchu, co zapoczątkowało jej alians z tą grupą. 12 marca Love i Sky zapowiedziały, że Rayne będzie musiała przejść inicjację, a jej pierwszym zadaniem bojowym będzie walka z Taylor Wilde, którą Rayne ostatecznie przegrała. Na gali Destination X Love, Sky i Rayne nie sprostały The Governor, Wilde i Roxxi.
26 marca The Beautiful People pokonało Awesome Kong i Raishę Saeed; po walce Rayne spróbowała obciąć włosy mistrzyni, lecz tej udało się obronić. Po zdobyciu TNA Knockouts Championship przez Love, The Beautiful People urządziły przyjęcie, podczas którego oficjalnie przyjęły Rayne do ugrupowania. Przyjęcie zostało przerwane przez Kong, co doprowadziło do serii wygranych przez Kong Stretcher matchów przeciwko Rayne, Sky oraz Cute’owi Kipowi.

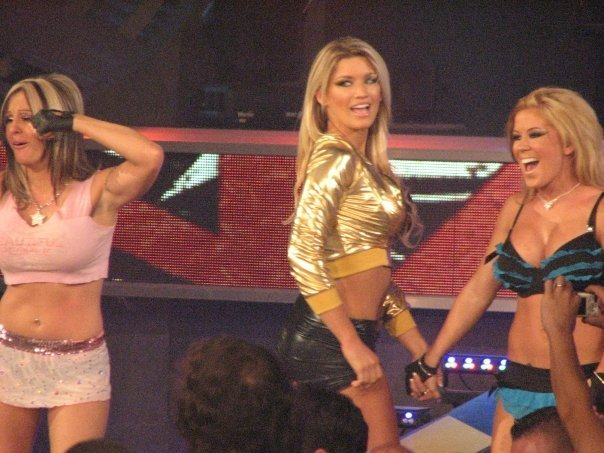
The Beautiful People. Po lewej Velvet Sky, w środku Lacey Von Erich, po prawej Madison Rayne.

Na sierpniowej gali Hard Justice Rayne przypadkowo spowodowała utratę mistrzostwa przez Love. Rayne miała zmierzyć się z nią w następnym odcinku Impact; Love zaatakowała przeciwniczkę przed rozpoczęciem pojedynku, szybko przypięła ją, a po walce wraz z Velvet Sky włożyła jej na głowę papierową torbę. Przed dalszym upokorzeniem ocaliły ją Tara i Christy Hemme. 10 września Rayne połączyła siły z Roxxi w pierwszej rundzie turnieju o nowo powstałe TNA Knockouts Tag Team Championship przeciwko The Beautiful People; nie zdołały pokonać rywalek. W następnym tygodniu Rayne ponownie połączyła siły z The Beautiful People, pomagając Love i Sky wygrać walkę półfinałową. Na No Surrender zastąpiła Love, która miała problemy wizowe, w przegranym starciu finałowym przeciwko Saricie i Taylor Wilde.
1 października na Impact Rayne i Sky przeprosiły fanów TNA i Knockouts za niesportowe zachowanie. Zaprosiły do ringu Saritę i Taylor Wilde, wyzwały je na towarzyskie starcie drużynowe na gali Bound for Glory, uścisnęły ich dłonie, po czym znienacka zaatakowały mistrzynie. Szalę zwycięstwa w bójce na stronę The Beautiful People przechyliła debiutująca Lacey Von Erich – nowa członkini stajni. Pierwsze zwycięstwo w TNA Rayne odnotowała tydzień później, kiedy to wraz z Velvet Sky, Alissą Flash i Traci Brooks pokonały Saritę, Taylor Wilde, Hamadę oraz Christy Hemme; w walkę interweniowała Lacey Von Erich.
15 października The Beautiful People wygrały walkę przeciwko ODB, Awesome Kong i Tarze, nie zdołały natomiast wygrać walki rewanżowej o TNA Knockouts Tag Team Championship na Bound for Glory. Po gali trio zaczęło występować w stylizowanych na reality show segmentach „The Meanest Girls”; w pierwszym „odcinku” zaatakowały Taylor Wilde i Saritę, rozpętując bitwę na jedzenie, w drugim natomiast ich ofiarą stała się ODB. Doprowadziło to do ogłoszenia Six-Knockout Tag Team matchu o Knockouts Tag Team Championship i Knockouts Championship. Walka odbyła się na gali Turning Point, zwycięsko wyszły z niej ODB, Wilde i Sarita.
Angelina Love powróciła do TNA 14 stycznia 2010, lecz zamiast ponowienia współpracy z The Beautiful People, zaczęła z grupą rywalizować. 8 marca Rayne i Velvet Sky zdobyły zawieszone Knockouts Tag Team Championship, pokonując drużyny złożone z Love i Tary oraz Sarity i Wilde. Stajnia przyjęła zasadę Freebird Rule, na podstawie której każda z trzech członkiń mogła bronić mistrzostwa. Na kwietniowej gali Lockdown Rayne i Sky zmierzyły się w Tag Team Cage matchu przeciwko Tarze i Love; Rayne przypięła Tarę, zdobywając TNA Knockouts Championship. Tym samym stała się pierwszą w historii TNA zawodniczką posiadającą obydwa mistrzostwa kobiet jednocześnie. Miesiąc później, na Sacrifice, Rayne wygrała Title vs. Career match przeciwko Tarze, kończąc jej karierę w TNA. Na Slammiversary pokonała Roxxi w kolejnym Title vs. Career matchu.

#### Mistrzyni Knockouts (2010–2011)
Na gali Victory Road Rayne miała zmierzyć się z Angeliną Love w Title vs. Career matchu. Do walki dodano dodatkowy warunek: jeśli w walkę włączą się Sky lub Von Erich, Rayne utraci mistrzostwo. Pojedynek na gali zakończył się, gdy zawodniczka w kasku motocyklowym zaatakowała Love, powodując dyskwalifikację mistrzyni. Rayne utraciła tytuł, lecz ostatecznie pas został jej oddany, ponieważ nie odnaleziono żadnych dowodów wskazujących na to jakoby zamaskowaną wrestlerką była Sky lub Von Erich.
Pogarszające się aroganckie zachowanie Rayne doprowadziło do kłótni między członkiniami Beautiful People. 29 lipca zawodniczki doszły do porozumienia, lecz zaledwie tydzień później Rayne i kobieta w kasku motocyklowym spowodowały przegraną Sky i Von Erich w starciu o TNA Knockouts Tag Team Championship. W kolejnym tygodniu Velvet Sky odwróciła uwagę Rayne, powodując jej przegraną i utratę mistrzostwa na rzecz Angeliny Love. Po walce Rayne i jej zamaskowana partnerka pobiły Sky i nową mistrzynię. 2 września ujawniono, że zamaskowaną zawodniczką była dawna rywalka Rayne i Beautiful People – Tara. Na gali No Surrender Rayne została pokonana przez Velvet Sky. 16 września połączyła siły z Von Erich w przegranym starciu o Knockouts Tag Team Championship; po walce wraz z Tarą zaatakowały Von Erich, którą ostatecznie uratowały Love i Sky. 30 września Rayne podpisała specjalną umowę, upoważniającą Tarę do występów w TNA; zawodniczka nie miała być pracownicą federacji, lecz samej Rayne.

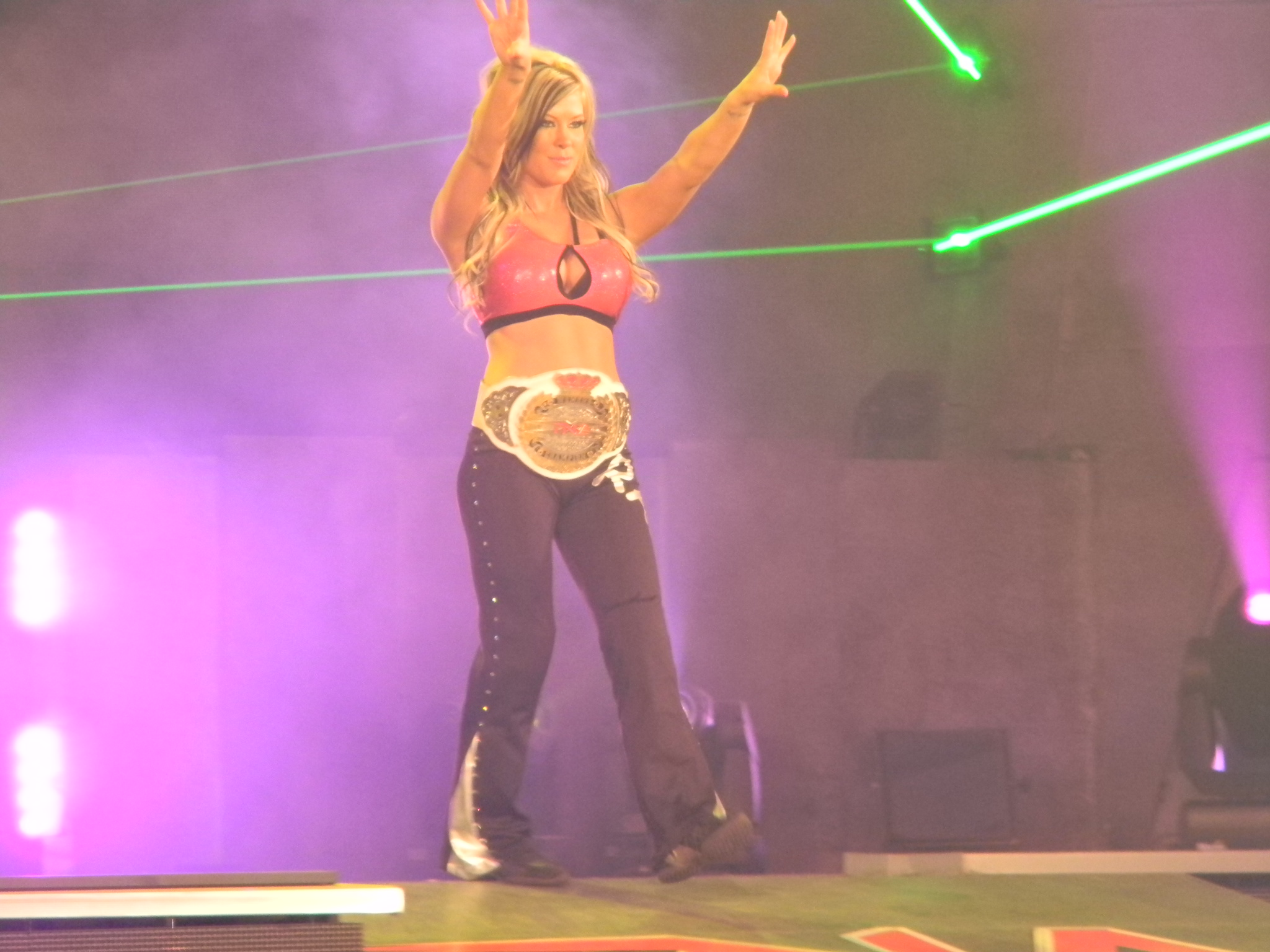
Rayne jako mistrzyni Knockouts w 2010

Rayne otrzymała szansę odzyskania tytułu w czteroosobowym starciu przeciwko Love, Sky i Tarze na Bound for Glory; walkę wygrała Tara. Po starciu wściekła Rayne zaczęła się kłócić z sędzią specjalnym – Mickie James i ostatecznie została kopnięta przez nią w twarz. 14 października 2010 Tara dobrowolnie przegrała walkę o pas z Rayne, czyniąc ją trzykrotną posiadaczką TNA Knockouts Championship. 16 grudnia Rayne i Tara pokonały Mickie James i Miss Tessmacher w półfinałowym starciu turnieju o zawieszone Knockouts Tag Team Championship. Tydzień później przegrały walkę finałową przeciwko Angelinie Love i Winter.
W 2011 Rayne rozpoczęła rywalizację z Mickie James; obroniła tytuł mistrzowski w walkach przeciwko niej na Genesis oraz Against All Odds; w oba pojedynki interweniowała Tara. W marcu, w ramach tzw. open challenge, Rayne przyjmowała wyzwania zawodniczek chcących się z nią zmierzyć. W kolejnych odcinkach Impact pokonała ODB, Roxxi i Alissę Flash. Wkrótce Tara zaczęła się buntować przeciwko Rayne, wciąż jednak pozostawała u jej boku z powodu wiążącego ich kontraktu. Na gali Lockdown, po 188 dniach panowania, Rayne utraciła Knockouts Championship na rzecz Mickie James. Nowa mistrzyni zgodziła się na walkę rewanżową, pod warunkiem, że Rayne unieważni umowę z Tarą w wypadku swojej przegranej. 15 maja na gali Sacrifice interweniująca w pojedynek Tara spowodowała wygraną James. 9 czerwca Rayne zaatakowała byłą partnerkę, uniemożliwiając jej i Mickie James wygraną w starciu drużynowym. Rywalki zmierzyły się 14 lipca w odcinku Impact; z walki zwycięsko wyszła Tara. 29 września Rayne pokonała Tarę w walce rewanżowej o miano pretendentki do Knockouts Championship na Bound for Glory.

#### Sojusz z Gail Kim i odejście (2011–2013)
16 października na Bound for Glory Rayne poniosła porażkę z Velvet Sky w Four Way matchu o mistrzostwo kobiet, w którym uczestniczyły również Mickie James i Winter. 20 października nawiązała współpracę z powracającą do federacji Gail Kim i wiceprezydent Knockoutek, Karen Jarrett.

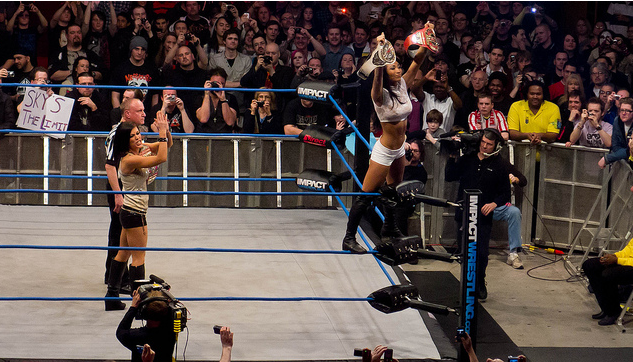
Rayne (po lewej) i Gail Kim w 2012

3 listopada Rayne i Kim zdobyły TNA Knockouts Tag Team Championship, odnosząc zwycięstwo nad TnT (Brooke Tessmacher i Tara). Tydzień później obroniły mistrzostwo w walce przeciwko Mickie James i Velvet Sky. 11 grudnia na Final Resolution odwróciła uwagę James, co pozwoliło jej drużynowej partnerce pokonać rywalkę i wejść w posiadanie TNA Knockouts Championship. 22 grudnia zajęła miejsce zwolnionej z TNA Karen Jarrett (był to element fabuły) jako wiceprezydent dywizji kobiet. Sting odwołał ją ze stanowiska 29 grudnia. Tego samego wieczoru pomogła Kim utrzymać mistrzostwo, gdy ta zmierzyła się z Mickie James. 5 stycznia 2012 obroniły TNA Knockouts Tag Team Championship w pojedynku z James i Traci Brooks. 19 stycznia uległa Mickie w Steel Cage matchu. Po opuszczeniu Kim na Against All Odds, 16 lutego wygrała Battle Royal o miano pretendentki do walki o TNA Knockouts Championship. W kolejnych tygodniach napięcie między Rayne a Kim narastało, między innymi przez niefortunne interwencje w obopólnych pojedynkach. 8 marca straciły tytuły mistrzowskie na rzecz Ericka Younga i ODB, 18 marca na Victory Road nie zdołała odebrać Kim tytułu mistrzowskiego. 29 marca pogodziły się, pozostając drużyną jeszcze przez kilka tygodni.
5 lipca nastąpił punkt kulminacyjny kilkumiesięcznego storyline’u, kiedy to Rayne wyjawiła, że sędzia Earl Hebner jest jej tajemniczym adoratorem. 2 sierpnia wygrała, dzięki pomocy sędziego, Four Way match z udziałem Gail Kim, Mickie James oraz Tary, a tym samym mogła walczyć o TNA Knockouts Championship. 12 sierpnia na Hardcore Justice Hebner umożliwił Rayne pokonanie Miss Tessmacher. Nowa mistrzyni zdobyła tytuł po raz czwarty w karierze. Cztery dni później odbyło się spotkanie rewanżowe, które sędziowała debiutująca w federacji Taryn Terrell w zastępstwie za Earla Hebnera. Tego dnia Tessmacher odzyskała pas mistrzowski.
15 listopada powróciła do TNA. Tego dnia ODB wyeliminowała ją z pięcioosobowego Battle Royalu, którego stawką było miano pretendentki do walki o TNA Knockouts Championship. 13 grudnia przegrała starcie z Velvet Sky. 17 marca 2013 pojawiła się w drugiej odsłonie Knockouts Knockdown, koronując nową Queen of the Knockouts, Gail Kim. W następnych miesiącach nie występowała w Impact Wrestling ze względu na ciążę. 3 lipca poinformowała na Twitterze, że jej kontrakt z federacją wygasł.

### Powrót do TNA / Impact Wrestling (2013–2017)

#### Droga do mistrzostwa (2013–2014)
Madison Rayne powróciła do TNA 12 grudnia 2013, pomagając ODB, która została zaatakowana przez Lei’D Tapę i TNA Knockouts Championkę, Gail Kim. Tydzień później obie drużyny rozegrały Tag Team match zakończony porażką antagonistek. 2 stycznia 2014 pokonała Kim w Open Challange matchu i uzyskała szansę walki o mistrzostwo kobiet. Wykorzystała ją na Impact Wrestling: Genesis, pokonując Kanadyjkę, a tym samym zdobywając TNA Knockouts Championship po raz piąty w karierze. 30 stycznia połączyła siły z Velvet Sky i wygrała z Kim i jej pomocniczką. 20 lutego odbył się Street Fight match, podczas którego Tapa odwróciła uwagę Rayne, co pozwoliło Kim odnieść zwycięstwo w pojedynku. Tydzień później ponownie sprzymierzyła się ze Sky, ale tym razem uległy Tapie i Alpha Female. 2 marca Kim triumfowała nad nią w Non Title matchu na gali Wrestle-1 Kaisen: Outbreak w Tokio, natomiast na Lockdown Rayne obroniła mistrzostwo przeciwko Kanadyjce w Steel Cage matchu.
Po zakończeniu rywalizacji z Kim, rozpoczęła feud z Angeliną Love, która powróciła do federacji 13 marca z myślą o odbudowie The Beautiful People. 20 marca Velvet Sky przyjęła propozycję dawnej przyjaciółki, ale Rayne odmówiła, po czym została zaatakowana przez Love, a tydzień później przegrała z nią pojedynek w wyniku interwencji Sky. 4 kwietnia połączyła siły z Brittany (zawodniczka odgrywała gimmick najwierniejszej fanki Madison Rayne), jednak ich próba walki z The Beautiful People zakończyła się niepowodzeniem. Na Sacrifice uległa Angelinie, tracąc mistrzostwo kobiet po 101 dniach panowania. 8 maja Brittany i Rayne rywalizowały wspólnie przeciwko TBP, tym razem w Tag Team Elimination Evening Gown matchu, ponownie przegrywając z członkiniami stajni. Dalsze dwa miesiące przyniosły poróżnienie się partnerek drużynowych. 29 maja Santana Garrett poprosiła idolkę o wsparcie w jej tag team matchu z The Beautiful People, później zaś wyznała swoje uczucia wobec niej. Była mistrzyni przestrzegła ją, aby nie igrała z Angeliną Love i Velvet Sky, jak również odrzuciła zbyt daleko idącą sympatię Garrett do niej. 5 czerwca przegrała mecz rewanżowy o TNA Knockouts Championship wskutek interwencji Sky. Całej sytuacji przyglądała się Brittany, ale nie zamierzała wyciągnąć pomocnej dłoni do Rayne. W następnym odcinku Impact Wrestling uległa Gail Kim w trzyosobowym starciu o miano pretendentki do tytułu; w spotkaniu brała również udział Garrett. 3 lipca, podczas segmentu w ringu, została zaatakowana przez swoją psychofankę, mimo że ta wcześniej chciała odnowić dobre relacje. 17 lipca stoczyły No Countout, No Disqualification match, który wygrała Rayne. To starcie zakończyłofeud Simmons i Brittany.
27 sierpnia przegrała z Taryn Terrell spotkanie o miano pretendentki do tytułu kobiecego, jednocześnie pojawiły się u niej pierwsze oznaki przyszłego heel turnu. 8 października ponownie uzyskała szansę walki o pas mistrzowski, zwyciężając Angelinę Love i Terrell w Three Way matchu; po pojedynku nie pomogła Taryn, która została napadnięta przez mistrzynię, Havok. Tydzień później nie zdołała wykorzystać możliwości zdobycia tytułu. 29 października Rayne walczyła z Terrell przeciwko The Beautiful People. Podczas meczu ostatecznie stała się złym charakterem, zdradzając swoją partnerkę i przyczyniając się do zwycięstwa rywalek.

#### Różne rywalizacje i odejście (2015–2017)
30 stycznia 2015 Rayne, jako heel, uczestniczyła w Three Way matchu przeciwko Taryn Terrell i Gail Kim o TNA Knockouts Championship, ale nie wygrała pojedynku. 24 kwietnia, w specjalnym odcinku programu Impact Wrestling noszącym nazwę The Knockouts Only: Night of Knockouts, wystąpiła w Four Way matchu o miano pretendentki do mistrzostwa kobiet; jego zwyciężczynią została Brooke. 2 września Rayne i Angelina Love przyszły z pomocą Velvet Sky, którą zaatakowały członkinie The Dollhouse: Rebel, Jade i Marti Bell. W trakcie rywalizacji z tą stajnią The Beautiful People przeszło face turn. 23 września grupa uratowała Gail Kim przed agresją przeciwniczek po jej zwycięskim pojedynku z Jade o TNA Knockouts Championship. Tydzień później Rayne i Sky przegrały z The Dollhouse w 3 on 2 Handicap matchu. Na przełomie października i listopada Simmons wzięła udział w turnieju TNA World Title Series. Dwaj finaliści tych zawodów mieli zmierzyć się o TNA World Heavyweight Championship. W swojej grupie spotkała się z: Brooke, Gail Kim i Awesome Kong. Jedyne zwycięstwo odniosła nad pierwszą z nich, co nie pozwoliło jej awansować do dalszej części rozgrywek. W 2016 The Beautiful People powróciły do sporu z The Dollhouse. Jego kulminacją był Knockouts Lethal Lockdown match, kiedy to Marti Bell, Jade i Rebel dzięki zdradzie Marii, wygrały z Velvet Sky i Gail Kim. Madison Rayne nie uczestniczyła w tym starciu, ponieważ ktoś napadł na nią za kulisami i kontuzjował ją.
Rayne rozpoczęła indywidualną rywalizację po pokonaniu Velvet Sky w spotkaniu o miano pretendentki do walki o TNA Knockouts Championship. Gdy Sky odeszła z federacji, a wcześniej uczyniła to Love, TBP formalnie przestało istnieć. 5 kwietnia nie wykorzystała zdobytej szansy walki o pas mistrzowski, ponieważ tak samo jak Gail Kim, przegrała z Jade w Three Way matchu. Tydzień później uległa Jade w walce rewanżowej. Dalsze aspiracje Rayne do tytułu kobiecego zakończyły się porażkami: z Sienną (7 czerwca), w Five Way matchu (25 sierpnia) oraz w Gauntlet matchu (15 września). 19 kwietnia 2016 uczestniczyła w siedmioosobowym pojedynku z drabinami, którego zwyciężczyni, Maria, osiągnęła status przywódczyni dywizji Knockoutek. 21 lipca przeszła heel turn, atakując Gail Kim, następnie w kolejnym odcinku Impact Wrestling został zwyciężona przez Kanadyjkę. W sierpniu stała się znów ulubienicą publiczności. 29 września przegrała z Laurel Van Ness, natomiast 17 listopada pomogła Brandi Rhodes w końcowym zwycięstwie nad Marią i jej asystentkami, Sienną i Van Ness.
Od września 2016 do lutego 2017 pełniła rolę członkini creative teamu, dopóki nie zaistniał nowy zespół, zaś od października 2016 do stycznia 2017 komentowała walki z udziałem kobiet. Od kwietnia 2017 była jedną z prowadzących internetowy program „With This Ring” omawiający ostatni odcinek Impact Wrestling oraz wydarzenia związane z federacją.
Pod koniec marca przeszła heel turn. 6 kwietnia wzięła udział w ośmioosobowym Gauntlet matchu, którego stawką było uzyskanie miana pretendentki do walki o TNA Knockouts Championship. Rayne znalazła się w finałowej dwójce pojedynku, ale ostatecznie została pokonana przez ODB.
W lipcu 2017 opuściła federację.

### Scena niezależna (od 2016)
W latach 2016–2018 rywalizowała w Warriors Of Wrestling, MCW Pro Wrestling, Tried-N-True Pro Wrestling, Women’s Wrestling Revolution, Imperial Wrestling Revolution, Pro Wrestling ZERO1 USA Supreme, Maverick Pro Wrestling, WrestlePro, River City Wrestling, Pennsylvania Premiere Wrestling, RISE Wrestling, NOVA Pro Wrestling i Remix Pro Wrestling.
12 sierpnia 2017 uległa Nikki Adams w pojedynku o WOW Women’s Championship. 27 stycznia 2018 uczestniczyła w Four Way Scramble matchu, w którym Savanna Stone zdobyła ZERO1 USA Women’s Championship, następnie 24 lutego została pokonana przez MPW Women’s Championkę Katarinę Leigh. 21 kwietnia nie udało się jej zdobyć PPW Women’s Championship po porażce z Allie Recks, przegraną zakończyła się również jej walka o Phoenix of Rise z Tessą Blanchard w dziewiątym odcinku federacji Rise Wrestling. Podczas gali Remix Pro Throwdown For The Pound 18: Whoomp! There It Is!, zorganizowanej 15 września, triumfowała nad Britt Baker, odbierając jej Remix Pro Fury Championship.
1 września 2018 wzięła udział w gali All In w meczu przeciwko Tessie Blanchard, Chelsea Green i Britt Baker. W debiutanckim występie dla International Wrestling Cartel (IWC) 16 lutego 2019 Rayne zdobyła IWC Women’s Championship po zwycięstwie nad Katie Arquette, jednak 16 marca w walce rewanżowej utraciła tytuł mistrzowski.

### Ring of Honor (2017; 2018–2019)
12 listopada 2017, w trzecim dniu gali ROH Survival Of The Fittest 2017, przegrała z Deonną Purrazzo w dark matchu. 10 stycznia 2018 ROH zapowiedziało, że Rayne weźmie udział w turnieju, który wyłoni pierwszą Women of Honor Championkę. Zawodniczka została wyeliminowana w pierwszej rundzie przez Mandy Leon w meczu stoczonym 21 lutego. Na gali Masters Of The Craft 2018 w drużynie z Brandi Rhodes i Jenny Rose uległy Deonnie Purrazzo, Sumie Sakai i Tenille Dashwood, natomiast 12 maja musiała uznać wyższość Kelly Klein. 15 sierpnia pokonała Tenille Dashwood, Kelly Klein i Karen Q w walce, na szali której znalazło się miano pretendentki do pojedynku o WOH Championship. 5 września mistrzyni WOH, Sumie Sukai, wygrała z Rayne. Zawodniczka poinformowała 19 września, że podpisała roczny kontrakt z federacją.
Na gali Survival Of The Fittest Rayne pokonała Dr Britt Baker, otrzymując miano pretendentki do walki o WOH Championship, natomiast w trzecim dniu wspólnej gali Ring of Honor i New Japan Pro-Wrestling, Global Wars 2018 (9 listopada), poniosła porażkę z Kelly Klein. Na Final Battle (14 grudnia) Rayne zawalczyła w Four Corner Survival matchu o Women of Honor World Championship, odpadając z walki po wyeliminowaniu przez przyszłą zwyciężczynię – Kelly Klein.
12 stycznia 2019 Rayne razem z Britt Baker pokonały Twisted Sisterz (Holidead i Thunder Rosa). W pierwszym dniu Road To G1 Supercard (24 stycznia) zwyciężyła Holidead, ale została zaatakowana po meczu przez przeciwniczkę i jej towarzyszkę; napastniczki powstrzymała Sumie Sukai. W drugim dniu wydarzenia protagonistki uległy Twisted Sisterz. Pod koniec lutego 2019 kontrakt Ring of Honor z Rayne został rozwiązany za zgodą obu stron.

### Powrót do Impact Wrestling (2017, 2018)
W odcinku Impactu z 30 listopada wzięła udział w pierwszej rundzie o zawieszone Impact Knockouts Championship, w której zmierzyła się z Laurel Van Ness i KC Spinelli; pojedynek wygrała Van Ness. 14 grudnia uczestniczył w Fatal 4-way matchu, którego stawką było miano pretendentki do mistrzostwa kobiet, przeciwko Allie, Siennie i KC Spinelli, lecz nie odniosła sukcesu.
Rayne powróciła po raz drugi jako ulubienica publiczności w odcinku Impactu! z 17 maja, komentując mecz, w którym Tessa Blanchard pokonała Kierę Hogan. Po zakończeniu pojedynku przyszła z pomocą Hogan, zaatakowanej przez swoją przeciwniczkę. Rayne pokonała Blanchard 31 maja podczas specjalnego odcinka Impact: Under Pressure. Zwyciężywszy 21 czerwca Tayę Valkyrie, otrzymała szansę na walkę o Impact Knockouts Championship z Su Yung na Slammiversary XVI. Tydzień później ponownie była lepsza od Blanchard. Przeciwniczka zaatakowała ją, lecz poczynania antagonistki przerwała Su Yung i jej podopieczne. Otoczyły one Rayne w ringu i zaczęły okładać ją pięściami do czasu, gdy pojawiła się Allie i wzięła górę nad napastniczkami. Tydzień później obie face’owe zawodniczki były lepsze od Yung i jednej z jej druhen w Tag Team matchu. W dwóch kolejnych odcinkach Impactu! mistrzyni Knockoutek zaczęła prowadzić z Rayne grę psychologiczną. Przeniosła rywalizację do świata snu, w którym ukazała rywalce, m.in. jej własną śmierć. Na Slammiversary Yung pokonała Rayne i obroniła Impact Knockouts Championship. Pod koniec sierpnia zakończyła współpracę z federacją.

### World Wrestling Entertainment (2017, 2018)
W połowie października 2017 WWE poinformowało, że Simmons była jednym z uczestników tryoutu odbywającego się Performance Center. 30 lipca 2018 federacja poinformowała, że Simmons, pod pseudonimem Ashley Rayne, weźmie udział w drugiej edycji turnieju Mae Young Classic. Przegrała w pierwszej rundzie zawodów z Mercedes Martinez.

### Trzeci powrót do Impact Wrestling i emerytura (2019-2021)
Rayne podpisała kontrakt z Impact Wrestling 1 marca 2019, niedługo po opuszczeniu Ring of Honor. W pierwszym pojedynku, rozegranym 5 kwietnia, przegrała z Jordynne Grace, jednocześnie straciła szansę zmierzenia się o Impact Knockouts Championship z Tayą Valkyrie. Tydzień później wygrała pierwszy pojedynek za sprawą sprzeczki, jaka wywiązała się między jej rywalką, Tessą Blanchard, a Gail Kim.
16 stycznia 2021, na gali Hard to Kill (2021), Rayne ogłosiła oficjalne przejście na emeryturę.

## Media
W styczniu 2010 Madison Rayne i Velvet Sky pozowały dla FHM, brytyjskiego magazynu dla mężczyzn.

## Życie prywatne
Ashley Simmons poślubiła Jessego Cabota w 2011. 29 sierpnia urodziła im się córka, której nadali imię Charley. W tym samym roku małżeństwo rozpadło się. W sierpniu 2015 Simmons wyszła za mąż za komentatora TNA, Joshuę Lombergera, bardziej znanego pod pseudonimem ringowym – Josh Matthews.

## Mistrzostwa i osiągnięcia
Dynamite Championship Wrestling
- DCW Women’s Championship (1x)

International Wrestling Cartel
- IWC Women’s Championship (1x)

Ohio Championship Wrestling
- OCW Women’s Championship (2x)

Pro Wrestling Illustrated

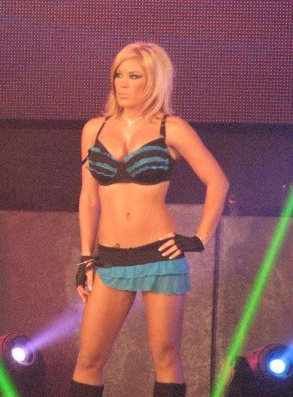
Madison Rayne reprezentująca The Beautiful People

- PWI umieściło ją na 5. miejscu rankingu wrestlerek PWI Top 50 w 2011[218]

Remix Pro Wrestling
- Remix Pro Fury Championship (1x)

Shimmer Women Athletes
- Shimmer Tag Team Championship (1x) – z Nevaeh

Total Nonstop Action Wrestling
- TNA Knockouts Championship (5x)
- TNA Knockouts Tag Team Championship/Impact Knockouts Tag Team Championship (3x) – z Lacey Von Erich i Velvet Sky (1), Gail Kim (1) oraz Tenille Dashwood (1)
- Queen of the Knockouts (2014)[219]

### Luchas de Apuestas
| Zwycięzca                   | Przegrany                     | Miejsce          | Wydarzenie          | Data             | Odn.   |
| --------------------------- | ----------------------------- | ---------------- | ------------------- | ---------------- | ------ |
| Madison Rayne (mistrzostwo) | Tara (kariera)                | Orlando, Floryda | Sacrifice (2010)    | 16 maja 2010     | [ 72 ] |
| Madison Rayne (mistrzostwo) | Roxxi (kariera)               | Orlando, Floryda | Slammiversary VIII  | 13 czerwca 2010  | [ 73 ] |
| Angelina Love (kariera)     | Madison Rayne (mistrzostwo)   | Orlando, Floryda | Victory Road (2010) | 11 lipca 2010    | [ 74 ] |
| Mickie James (włosy)        | Madison Rayne (mistrzostwo)   | Cincinnati, Ohio | Lockdown (2011)     | 17 kwietnia 2011 | [ 95 ] |
| Mickie James (kariera)      | Madison Rayne (kontrakt Tary) | Orlando, Floryda | Sacrifice (2011)    | 15 maja 2011     | [ 97 ] |